# Gaio Bellicio Calpurnio Torquato
Gaio Bellicio Calpurnio Torquato (fl. II secolo) è stato un politico romano facente parte della gens Bellicia .
Vissuto sotto Antonino Pio, fu console nel 148 insieme a Lucio Ottavio Cornelio Publio Salvio Giuliano Emiliano.
Dopo il suo consolato, Calpurnio Torquato fu patrono della città romana di Vienne, in Gallia.